# Arrats
El Arrats es un río en el suroeste de Francia, afluente del Garona por la margen izquierda.

## Geografía
De 162,1 km de longitud, el Arrats se origina en la meseta de Lannemezan, en los Altos Pirineos, y desemboca en el Garona en Saint-Loup, en el departamento de Tarn y Garona en frente a la central nuclear de Golfech. Sin embargo, su curso natural se extiende a lo largo de 131 km, mientras que el alargamiento del río gracias al Canal del Neste le permite alcanzar los 162 km.

## Hidronimia
En el pasado, Arrats también escribieron Arratz como lo demuestran los nombres de algunos lugares o ciudades, como la comuna St. Anthony Bridge-d'Arratz (32340) o la Rue Mont d'Arratz a Saint-Clar (32380).
Además, muchas señales de tráfico (puentes) todavía mencionan a Arratz.

## Departamentos y principales poblados cruzados
- Altos Pirineos: Lannemezan, Casterets, Pinas, Thermes-Magnoac, Lalanne (Hautes-Pyrénées)
- Alto Garona: Boudrac, Lécussan
- Gers: Castelnau-Barbarens, Mauvezin, Saint-Clar
- Tarn y Garona: Marsac, Gramont, Mansonville, Auvillar

## Hidrología
Durante el período de flujo bajo, el canal Neste mantiene su curso para las necesidades de riego, suministro de agua potable y saneamiento .

## Principales afluentes
- Orbe: 16,6 km
- Pequeño Arrats: 14,1 km
- Gelon: 8,4 km
- Campunau: 8,7 km

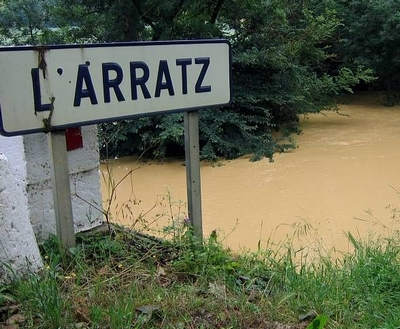
Viejo cartel mencionando a Arratz.
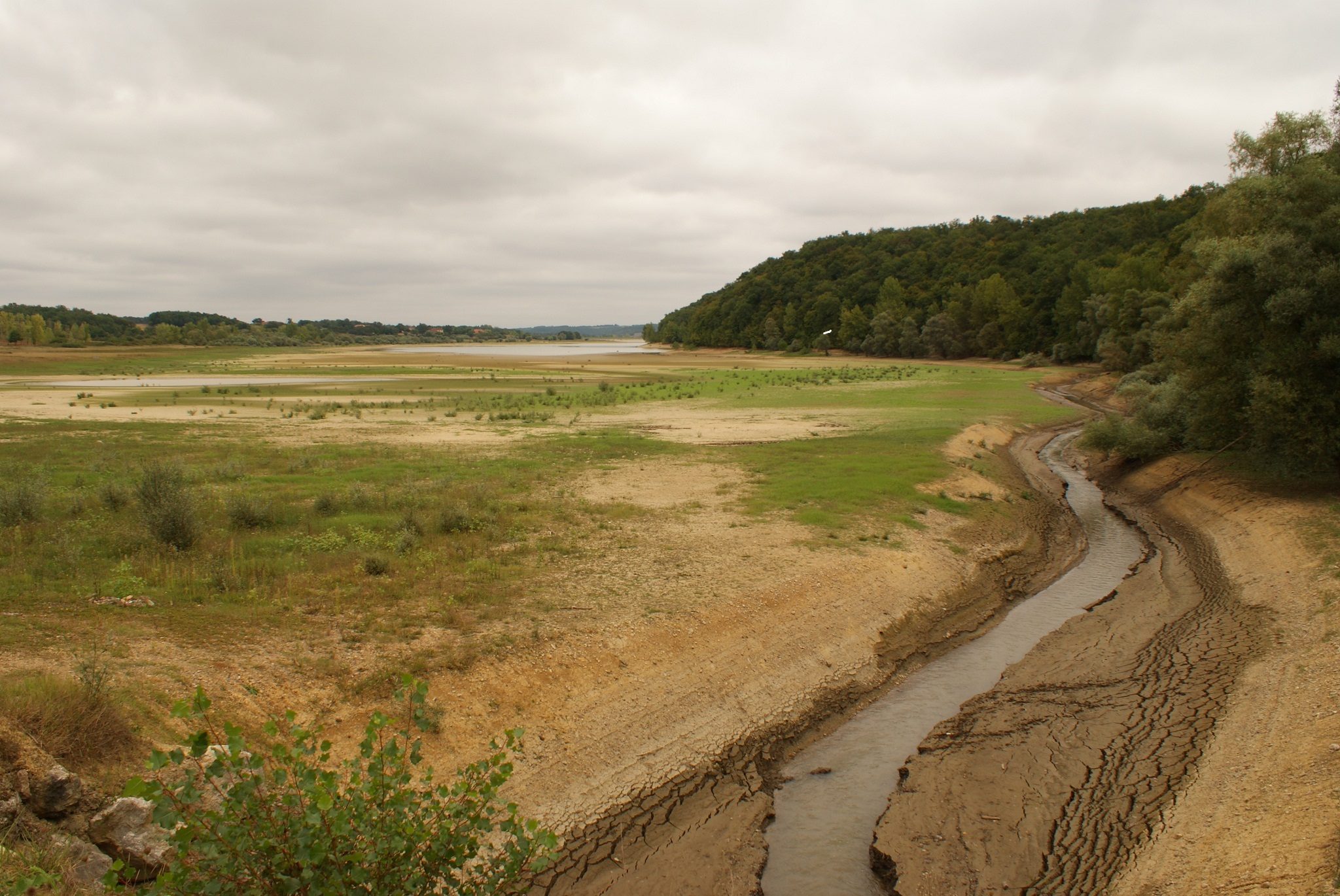
El Arrats en el embalse de Astarac.
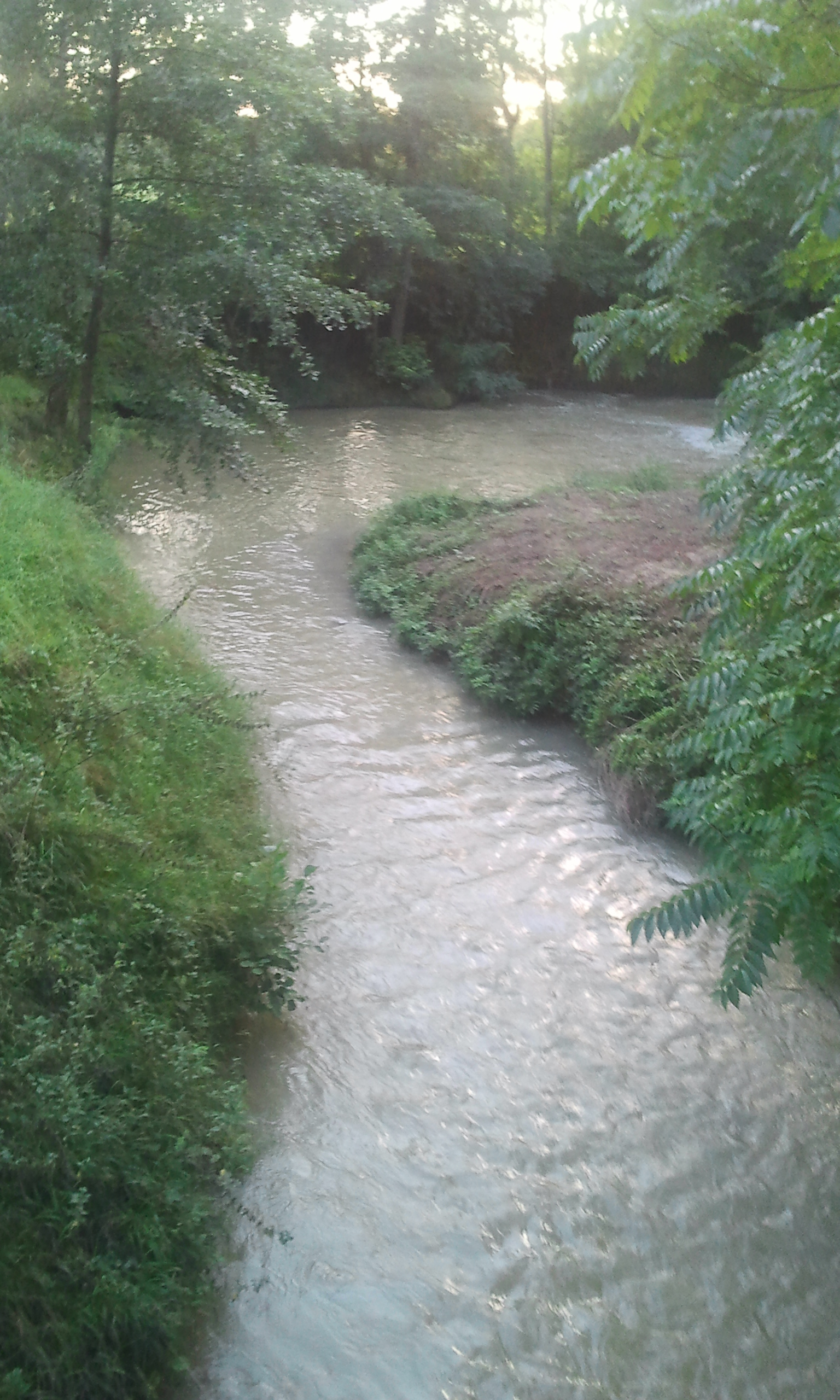
El Arrats en Lamaguère.